# Conjunto da Estação Ferroviária de Franco da Rocha
O Conjunto da Estação Ferroviária de Franco da Rocha é um monumento histórico da cidade de Franco da Rocha, em São Paulo. Baseia-se no conjunto da antiga estação ferroviária Franco da Rocha, inaugurada em 1 de fevereiro de 1888, na antiga Parada Feijão, pela The São Paulo Railway Company, inicialmente empregando a denominação de Juquery.
Quando inaugurada, a estação tinha como finalidade conectar a população da Vila de Parnahyba à metrópole, e servir como passagem da produção do interior até o litoral de São Paulo. Em 1934, foi transferida para o município de Juquery, e em 1944, ao município de Franco da Rocha. Em 2011, com o andamento das obras da nova Estação Franco da Rocha, iniciadas durante a administração municipal de Marcio Cecchettini, o conjunto da velha estação foi tombado pelo Conselho de Defesa do Patrimônio Histórico (CONDEPHAAT), visando sua preservação e valorização como patrimônio cultural de São Paulo.
As tipologias arquitetônicas do monumento refletem o partido adotado pelos ingleses nas primeiras construções ferroviárias de São Paulo, com a introdução de novas técnicas, como a alvenaria de tijolos e o ferro fundido.